# Primera División B 2021 (Paraguay)
El campeonato de la Primera División B 2021 del fútbol paraguayo, fue la septuagésima novena edición de un campeonato oficial de Tercera División, denominada actualmente Primera División B, organizado por la Asociación Paraguaya de Fútbol. En esta edición compitieron 16 equipos. Esta edición marca el retorno de la disputa del certamen luego de más de 1 año, ya que la edición pasada no se pudo jugar debido a la pandemia de coronavirus.
El club Atlético Colegiales logró el título y el ascenso en la fecha 28. Martín Ledesma se consagró subcampeón en la última fecha, lo que le otorgó el derecho de disputar los partidos de repechaje contra el club Deportivo Itapuense por el último cupo de ascenso a la División Intermedia.
El club Martín Ledesma finalmente ganó el repechaje ante el club Deportivo Itapuense de Encarnación y así logró su ascenso a la División Intermedia.
Al otro extremo los clubes Pilcomayo y 12 de Octubre SD descendieron en la última fecha del campeonato.

## Sistema de competición
El modo de disputa se mantendría al igual que en las temporadas precedentes el de todos contra todos a partidos de ida y vuelta, es decir a dos rondas compuestas por 15 jornadas cada una con localía recíproca. Se consagrará campeón el equipo que acumule la mayor cantidad de puntos al término de las 30 fechas.
En caso de paridad de puntos entre dos contendientes, se define el título en un partido extra. De existir más de dos en disputa, se resuelve según los siguientes parámetros:
1) saldo de goles;
2) mayor cantidad de goles marcados;
3) mayor cantidad de goles marcados en condición de visitante;
4) sorteo.

## Producto de la clasificación
- El torneo coronará al 79.º campeón en la historia de la Tercera División.[1]
- El campeón del torneo, obtendrá directamente su ascenso a la Segunda División. El subcampeón tendrá derecho a disputar la tercera plaza con el subcampeón de la Primera B Nacional.
- Los dos equipos que terminen en las últimas posiciones de la tabla de promedios descenderán a la Cuarta División.

## Ascensos y descensos

### Abandonan la categoría
| Ascendidos a División Intermedia                     |
| ---------------------------------------------------- |
| Sportivo Ameliano (Campeón de la Primera División B) |
| Tacuary (Subcampeón de la Primera División B)        |

| Descendidos a Primera División C                       |
| ------------------------------------------------------ |
| General Caballero ZC (Último en la tabla de promedios) |
| Capitán Figari (Penúltimo en la tabla de promedios)    |

### Nuevos equipos en la categoría
| Ascendidos de Primera División C |
| -------------------------------- |
| 12 de Octubre SD (Campeón)       |
| Olimpia (Itá) (Subcampeón)       |

## Equipos participantes
| Equipo              | Fundación                | Ciudad               | Estadio                | Capacidad |
| ------------------- | ------------------------ | -------------------- | ---------------------- | --------- |
| 24 de Septiembre VP | 24 de septiembre de 1914 | Areguá               | Próculo Cortázar       | 2500      |
| 29 de Septiembre    | 30 de abril de 1942      | Luque                | Salustiano Zaracho     | 3500      |
| 3 de Febrero        | 10 de marzo de 1949      | Asunción             | Tomás Beggan Correa    | 500       |
| 3 de Noviembre      | 15 de mayo de 1959       | Asunción             | Rubén Ramírez          | 1500      |
| Olimpia             | 8 de marzo de 1921       | Itá                  | Manuel Gamarra         | 5000      |
| Atlántida           | 23 de diciembre de 1906  | Asunción             | Flaviano Díaz          | 1000      |
| 12 de Octubre SD    | 12 de octubre de 1922    | Asunción             | Rafael Giménez         | 1500      |
| Colegiales          | 7 de enero de 1977       | Lambaré              | Luciano Zacarías       | 8000      |
| Cristóbal Colón JAS | 12 de octubre de 1913    | J. Augusto Saldívar  | Herminio Ricardo       | 3000      |
| Cristóbal Colón (Ñ) | 12 de octubre de 1925    | Ñemby                | Pablo Patricio Bogarín | 2500      |
| Tembetary           | 3 de agosto de 1912      | Villa Elisa          | Complejo Tembetary     | 500       |
| Limpeño             | 16 de julio de 1914      | Limpio               | Optaciano Gómez        | 1800      |
| Martín Ledesma      | 22 de septiembre de 1914 | Capiatá              | Enrique Soler          | 5000      |
| Pilcomayo           | 9 de junio de 1915       | Mariano Roque Alonso | Agustín Báez           | 800       |
| Presidente Hayes    | 8 de noviembre de 1907   | Asunción             | Félix Cabrera          | 5000      |
| Recoleta            | 12 de febrero de 1931    | Asunción             | Roque Battilana        | 6000      |

### Distribución geográfica de los equipos
| Región               | Cant. | Equipos |
| -------------------- | ----- | --- |
| Distrito Capital     | 6     | 3 de Febrero, 3 de Noviembre, 12 de Octubre SD, Atlántida, Presidente Hayes, Recoleta. |
| Departamento Central | 10    | Pilcomayo (Mariano Roque Alonso); 24 de Septiembre (Areguá); Cristóbal Colón (Ñemby); 29 de Septiembre (Luque); Cristóbal Colón (J. Augusto Saldívar); Atlético Colegiales (Lambaré); Tembetary (Villa Elisa); Limpeño (Limpio); Martín Ledesma (Capiatá); Olimpia (Itá). |

## Clasificación
| Pos. | Equipo              | Pts. | PJ | G  | E  | P  | GF | GC | Dif. |  |
| ---- | ------------------- | ---- | -- | -- | -- | -- | -- | -- | ---- |  |
| 1    | Atlético Colegiales | 59   | 30 | 17 | 8  | 5  | 49 | 34 | +15  |  |
| 2    | Martín Ledesma      | 55   | 30 | 15 | 10 | 5  | 51 | 28 | +23  |  |
| 3    | Cristóbal Colón JAS | 53   | 30 | 16 | 5  | 9  | 47 | 47 | 0    |  |
| 4    | Atlético Tembetary  | 49   | 30 | 14 | 7  | 9  | 52 | 34 | +18  |  |
| 5    | 29 de Setiembre     | 45   | 30 | 13 | 6  | 11 | 36 | 40 | −4   |  |
| 6    | Presidente Hayes    | 43   | 30 | 10 | 13 | 7  | 38 | 32 | +6   |  |
| 7    | Cristóbal Colón (Ñ) | 41   | 30 | 11 | 8  | 11 | 52 | 48 | +4   |  |
| 8    | Olimpia (Itá)       | 39   | 30 | 9  | 12 | 9  | 43 | 38 | +5   |  |
| 9    | Sportivo Limpeño    | 38   | 30 | 10 | 8  | 12 | 42 | 48 | −6   |  |
| 10   | Pilcomayo           | 38   | 30 | 10 | 8  | 12 | 45 | 52 | −7   |  |
| 11   | 3 de Noviembre      | 36   | 30 | 9  | 9  | 12 | 38 | 48 | −10  |  |
| 12   | 3 de Febrero FBC    | 33   | 30 | 8  | 9  | 13 | 31 | 45 | −14  |  |
| 13   | Atlántida           | 32   | 30 | 8  | 8  | 14 | 31 | 44 | −13  |  |
| 14   | 12 de Octubre SD    | 31   | 30 | 7  | 10 | 13 | 40 | 42 | −2   |  |
| 15   | 24 de Setiembre VP  | 31   | 30 | 9  | 4  | 17 | 47 | 57 | −10  |  |
| 16   | Deportivo Recoleta  | 30   | 30 | 7  | 9  | 14 | 40 | 45 | −5   |  |

Actualizado a los partidos jugados el 4 de octubre de 2021.
 Fuente: APF
| Campeón | Ascendido a Segunda División. |

| Subcampeón | Jugará repechaje por ascenso a Segunda División. |

## Puntaje promedio
El promedio de puntos de un club es el cociente que se obtiene de la división de su puntaje acumulado en las últimas tres temporadas en la división, por la cantidad de partidos que haya jugado durante dicho período. Este determina, al final de cada temporada, a los equipos que descenderán a la Primera División C.
- Actualizado el 4 de octubre de 2021.

| Pos | Club                | Prom  | PTS | PJ | 2018 | 2019 | 2021 |
| --- | ------------------- | ----- | --- | -- | ---- | ---- | ---- |
| 1º  | Atlético Tembetary  | 1.797 | 115 | 64 | -    | 66   | 49   |
| 2º  | Cristóbal Colón JAS | 1.656 | 159 | 96 | 50   | 56   | 53   |
| 3º  | 29 de Septiembre    | 1.583 | 152 | 96 | 40   | 67   | 45   |
| 4º  | Atlético Colegiales | 1.531 | 147 | 96 | 49   | 39   | 59   |
| 5º  | Cristóbal Colón (Ñ) | 1.521 | 146 | 96 | 45   | 60   | 41   |
| 6º  | Martín Ledesma      | 1.469 | 94  | 64 | -    | 39   | 55   |
| 7º  | 24 de Septiembre VP | 1.385 | 133 | 96 | 39   | 63   | 31   |
| 8º  | Presidente Hayes    | 1.354 | 130 | 96 | 46   | 41   | 403  |
| 9º  | Deportivo Recoleta  | 1.323 | 127 | 96 | 48   | 49   | 30   |
| 10º | Olimpia (Itá)       | 1.300 | 39  | 30 | -    | -    | 39   |
| 11º | 3 de Febrero        | 1.260 | 121 | 96 | 46   | 42   | 33   |
| 12º | Sportivo Limpeño    | 1.234 | 79  | 64 | -    | 41   | 38   |
| 13º | Atlántida           | 1.177 | 113 | 96 | 42   | 39   | 32   |
| 14º | 3 de Noviembre      | 1.125 | 108 | 96 | 40   | 32   | 36   |
| 15º | Pilcomayo           | 1.094 | 105 | 96 | 38   | 29   | 38   |
| 16º | 12 de Octubre SD    | 1.033 | 31  | 30 | -    | -    | 31   |

 Pos=Posición; Prom=Promedio; PT=Puntaje total; PJ=Partidos jugados
|  | Descendidos a Primera División C. |

## Repechaje por el ascenso
El subcampeón del campeonato disputó partidos de ida y vuelta contra el campeón de la Primera División B Nacional por un cupo de ascenso a la Segunda División.
| Ida; 12 de octubre de 2021, 19:30 | Deportivo Itapuense                         | 2:4 (0:0) | Martín Ledesma                                                   | Estadio Defensores del Chaco, Asunción |                          |
|                                   | Jorge Guerrero 63' · Cristian Campozano 68' | Reporte   | Óscar Bogado 58' · Derlis Cabañas 59', 61' · Rodolfo Guillen 87' | Árbitro(s): Derlis López               | Árbitro(s): Derlis López |

| Vuelta; 16 de octubre de 2021, 17:00 | Martín Ledesma                           | 2:1 (1:1) | Deportivo Itapuense | Estadio Defensores del Chaco, Asunción |                          |
|                                      | Óscar Bogado 19' · Aníbal Martínez 90+3' | Reporte   | Osvaldo Vigo 23'    | Árbitro(s): Juan Benítez               | Árbitro(s): Juan Benítez |

## Fixture
- Los horarios son correspondientes a la hora local de verano (UTC-3) y horario estándar (UTC-4), Asunción, Paraguay.

### Primera vuelta
| Deportivo Recoleta  | 1 - 1 | Pilcomayo           | Roque Battilana    | 16 de abril | 9:00  |
| Atlético Tembetary  | 1 - 1 | Olimpia (Itá)       | Complejo Tembetary | 17 de abril | 8:00  |
| Atlántida           | 0 - 0 | 12 de Octubre SD    | Félix Cabrera      | 17 de abril | 15:00 |
| 24 de Septiembre VP | 0 - 1 | 3 de Febrero FBC    | Próculo Cortázar   | 17 de abril | 15:00 |
| 29 de Septiembre    | 1 - 2 | Sportivo Limpeño    | Salustiano Zaracho | 18 de abril | 10:00 |
| Atlético Colegiales | 2 - 1 | Cristóbal Colón (Ñ) | Luciano Zacarias   | 18 de abril | 10:00 |
| 3 de Noviembre      | 2 - 1 | Presidente Hayes    | Rubén Ramírez      | 18 de abril | 15:00 |
| Cristóbal Colón JAS | 2 - 0 | Martín Ledesma      | Herminio Ricardo   | 18 de abril | 15:00 |

| Cristóbal Colón (Ñ) | 1 - 2 | 24 de Setiembre VP  | Patricio Bogarín    | 23 de abril | 9:00  |
| Olimpia (Itá)       | 1 - 0 | 29 de Septiembre    | Presbítero Gamarra  | 23 de abril | 15:00 |
| Pilcomayo           | 2 - 5 | Atlético Tembetary  | Luis Alfonso Giagni | 24 de abril | 9:00  |
| 3 de Febrero FBC    | 1 - 1 | Cristóbal Colón JAS | Tomás Beggan Correa | 25 de abril | 9:30  |
| Atlético Colegiales | 1 - 1 | Atlántida           | Luciano Zacarias    | 25 de abril | 10:00 |
| Sportivo Limpeño    | 2 - 2 | 12 de Octubre SD    | Optaciano Gómez     | 28 de abril | 15:00 |
| Martín Ledesma      | 5 - 0 | 3 de Noviembre      | Enrique Soler       | 28 de abril | 15:00 |
| Presidente Hayes    | 0 - 0 | Deportivo Recoleta  | Félix Cabrera       | 28 de abril | 15:00 |

| 29 de Septiembre    | 1 - 0 | Pilcomayo           | Salustiano Zaracho | 1 de mayo | 10:00 |
| Atlántida           | 1 - 3 | Sportivo Limpeño    | Félix Cabrera      | 1 de mayo | 15:00 |
| Cristóbal Colón JAS | 1 - 1 | Cristóbal Colón (Ñ) | Herminio Ricardo   | 1 de mayo | 15:00 |
| Atlético Tembetary  | 0 - 0 | Presidente Hayes    | Complejo Tembetary | 1 de mayo | 15:00 |
| 12 de Octubre SD    | 1 - 0 | Olimpia (Itá)       | La Arboleda        | 2 de mayo | 10:00 |
| Deportivo Recoleta  | 0 - 1 | Martín Ledesma      | Roque Battilana    | 2 de mayo | 15:00 |
| 3 de Noviembre      | 1 - 1 | 3 de Febrero FBC    | Rubén Ramírez      | 2 de mayo | 15:00 |
| 24 de Setiembre VP  | 2 - 2 | Atlético Colegiales | Próculo Cortázar   | 3 de mayo | 10:00 |

| Cristóbal Colón (Ñ) | 4 - 0 | 3 de Noviembre      | Patricio Bogarín    | 5 de mayo  | 15:00 |
| 3 de Febrero FBC    | 1 - 2 | Deportivo Recoleta  | Tomás Beggan Correa | 5 de mayo  | 15:00 |
| Martín Ledesma      | 0 - 0 | Atlético Tembetary  | Enrique Soler       | 5 de mayo  | 15:00 |
| Presidente Hayes    | 1 - 0 | 29 de Septiembre    | Félix Cabrera       | 5 de mayo  | 15:00 |
| Olimpia (Itá)       | 1 - 1 | Sportivo Limpeño    | Presbítero Gamarra  | 5 de mayo  | 15:00 |
| 24 de Setiembre VP  | 1 - 1 | Atlántida           | Próculo Cortázar    | 6 de mayo  | 15:00 |
| Atlético Colegiales | 0 - 2 | Cristóbal Colón JAS | Luciano Zacarias    | 6 de mayo  | 15:00 |
| Pilcomayo           | 2 - 2 | 12 de Octubre SD    | Adrián Jara         | 12 de mayo | 15:00 |

| Sportivo Limpeño    | 1 - 1 | Pilcomayo           | Optaciano Gómez    | 8 de mayo  | 15:00 |
| Atlético Tembetary  | 4 - 0 | 3 de Febrero FBC    | Complejo Tembetary | 9 de mayo  | 9:30  |
| 12 de Octubre SD    | 2 - 3 | Presidente Hayes    | Ricardo Gregor     | 9 de mayo  | 10:00 |
| 29 de Setiembre     | 2 - 1 | Martín Ledesma      | Salustiano Zaracho | 9 de mayo  | 10:00 |
| 3 de Noviembre      | 1 - 1 | Atlético Colegiales | Rubén Ramírez      | 9 de mayo  | 15:00 |
| Cristóbal Colón JAS | 1 - 0 | 24 de Septiembre VP | Herminio Ricardo   | 9 de mayo  | 15:00 |
| Atlántida           | 2 - 2 | Olimpia (Itá)       | Juan B. Ruíz Díaz  | 9 de mayo  | 15:00 |
| Deportivo Recoleta  | 7 - 0 | Cristóbal Colón (Ñ) | Roque Battilana    | 10 de mayo | 10:00 |

| Atlético Colegiales | 2 - 1 | Deportivo Recoleta | Luciano Zacarias    | 14 de mayo | 15:00 |
| 24 de Setiembre VP  | 3 - 2 | 3 de Noviembre     | Próculo Cortázar    | 14 de mayo | 15:00 |
| Presidente Hayes    | 1 - 1 | Sportivo Limpeño   | Félix Cabrera       | 15 de mayo | 10:00 |
| Martín Ledesma      | 3 - 2 | 12 de Octubre SD   | Enrique Soler       | 15 de mayo | 15:00 |
| Pilcomayo           | 0 - 1 | Olimpia (Itá)      | Roque Battilana     | 16 de mayo | 10:00 |
| Cristóbal Colón JAS | 3 - 1 | Atlántida          | Herminio Ricardo    | 16 de mayo | 15:00 |
| Cristóbal Colón (Ñ) | 5 - 0 | Atlético Tembetary | Patricio Bogarín    | 16 de mayo | 15:00 |
| 3 de Febrero FBC    | 2 - 3 | 29 de Setiembre    | Tomás Beggan Correa | 16 de mayo | 15:00 |

| 12 de Octubre SD   | 2 - 0 | 3 de Febrero FBC    | Ricardo Gregor     | 21 de mayo | 15:00 |
| Sportivo Limpeño   | 2 - 2 | Martín Ledesma      | Optaciano Gómez    | 22 de mayo | 10:00 |
| Atlántida          | 0 - 2 | Pilcomayo           | Félix Cabrera      | 22 de mayo | 15:00 |
| Olimpia (Itá)      | 1 - 1 | Presidente Hayes    | Presbítero Gamarra | 22 de mayo | 15:00 |
| Deportivo Recoleta | 1 - 0 | 24 de Septiembre VP | Roque Battilana    | 22 de mayo | 15:00 |
| 3 de Noviembre     | 3 - 1 | Cristóbal Colón JAS | Rubén Ramírez      | 22 de mayo | 15:00 |
| 29 de Setiembre    | 1 - 2 | Cristóbal Colón (Ñ) | Salustiano Zaracho | 23 de mayo | 10:00 |
| Atlético Tembetary | 2 - 1 | Atlético Colegiales | Complejo Tembetary | 23 de mayo | 10:00 |

| 3 de Noviembre      | 1 - 3 | Atlántida          | Rubén Ramírez       | 25 de mayo | 15:00 |
| Presidente Hayes    | 6 - 1 | Pilcomayo          | Félix Cabrera       | 25 de mayo | 15:00 |
| Cristóbal Colón JAS | 2 - 1 | Deportivo Recoleta | Herminio Ricardo    | 26 de mayo | 15:00 |
| 24 de Setiembre VP  | 3 - 1 | Atlético Tembetary | Próculo Cortázar    | 26 de mayo | 15:00 |
| Atlético Colegiales | 2 - 2 | 29 de Septiembre   | Luciano Zacarias    | 26 de mayo | 15:00 |
| Cristóbal Colón (Ñ) | 2 - 1 | 12 de Octubre SD   | Patricio Bogarín    | 26 de mayo | 15:00 |
| Martín Ledesma      | 1 - 1 | Olimpia (Itá)      | Enrique Soler       | 26 de mayo | 15:00 |
| 3 de Febrero FBC    | 1 - 1 | Sportivo Limpeño   | Tomás Beggan Correa | 27 de mayo | 10:00 |

| Atlántida          | 0 - 1 | Presidente Hayes    | Juan B. Ruiz Díaz  | 28 de mayo | 15:00 |
| Sportivo Limpeño   | 2 - 2 | Cristóbal Colón (Ñ) | Optaciano Gómez    | 30 de mayo | 10:00 |
| 12 de Octubre SD   | 0 - 2 | Atlético Colegiales | Rafael Giménez     | 30 de mayo | 10:00 |
| 29 de Setiembre    | 4 - 2 | 24 de Septiembre    | Salustiano Zaracho | 30 de mayo | 10:00 |
| Atlético Tembetary | 0 - 1 | Cristóbal Colón JAS | Complejo Tembetary | 30 de mayo | 10:00 |
| Pilcomayo          | 1 - 2 | Martín Ledesma      | Agustín Báez       | 30 de mayo | 15:00 |
| Olimpia (Itá)      | 3 - 0 | 3 de Febrero FBC    | Presbítero Gamarra | 30 de mayo | 15:00 |
| Deportivo Recoleta | 0 - 0 | 3 de Noviembre      | Roque Battilana    | 30 de mayo | 15:00 |

| Atlético Colegiales | 2 - 1 | Sportivo Limpeño   | Luciano Zacarias | 4 de junio | 15:00 |
| 3 de Febrero FBC    | 2 - 1 | Pilcomayo          | Félix Cabrera    | 5 de junio | 15:00 |
| 24 de Setiembre VP  | 3 - 2 | 12 de Octubre SD   | Próculo Cortázar | 5 de junio | 15:00 |
| Deportivo Recoleta  | 3 - 1 | Atlántida          | Roque Battilana  | 6 de junio | 15:00 |
| 3 de Noviembre      | 1 - 3 | Atlético Tembetary | Rubén Ramírez    | 6 de junio | 15:00 |
| Cristóbal Colón JAS | 3 - 0 | 29 de Septiembre   | Herminio Ricardo | 6 de junio | 15:00 |
| Cristóbal Colón (Ñ) | 1 - 1 | Olimpia (Itá)      | Patricio Bogarín | 6 de junio | 15:00 |
| Martín Ledesma      | 1 - 1 | Presidente Hayes   | Enrique Soler    | 7 de junio | 15:00 |

| Pilcomayo          | 0 - 3 | Cristóbal Colón (Ñ) | Luis Alfonso Giagni | 11 de junio | 15:00 |
| Atlántida          | 0 - 3 | Martín Ledesma      | Félix Cabrera       | 11 de junio | 15:00 |
| 12 de Octubre SD   | 6 - 0 | Cristóbal Colón JAS | Rafael Giménez      | 12 de junio | 9:30  |
| Presidente Hayes   | 0 - 1 | 3 de Febrero FBC    | Félix Cabrera       | 12 de junio | 15:00 |
| Olimpia (Itá)      | 3 - 1 | Atlético Colegiales | Presbítero Gamarra  | 12 de junio | 15:00 |
| Sportivo Limpeño   | 2 - 1 | 24 de Septiembre VP | Optaciano Gómez     | 12 de junio | 15:00 |
| 29 de Setiembre    | 0 - 2 | 3 de Noviembre      | Salustiano Zaracho  | 13 de junio | 10:00 |
| Atlético Tembetary | 2 - 1 | Deportivo Recoleta  | Complejo Tembetary  | 13 de junio | 10:00 |

| Atlético Tembetary  | 4 - 1 | Atlántida        | Complejo Tembetary | 18 de junio | 15:00 |
| Atlético Colegiales | 1 - 1 | Pilcomayo        | Luciano Zacarias   | 18 de junio | 15:00 |
| Cristóbal Colón (Ñ) | 1 - 2 | Presidente Hayes | Patricio Bogarín   | 18 de junio | 15:00 |
| 3 de Noviembre      | 1 - 1 | 12 de Octubre SD | Rubén Ramírez      | 19 de junio | 15:00 |
| Cristóbal Colón JAS | 3 - 2 | Sportivo Limpeño | Herminio Ricardo   | 19 de junio | 15:00 |
| 24 de Setiembre VP  | 2 - 3 | Olimpia (Itá)    | Próculo Cortázar   | 19 de junio | 15:00 |
| 3 de Febrero FBC    | 0 - 0 | Martín Ledesma   | Félix Cabrera      | 19 de junio | 15:00 |
| Deportivo Recoleta  | 0 - 0 | 29 de Septiembre | Roque Battilana    | 21 de junio | 15:00 |

| Martín Ledesma   | 3 - 1 | Cristóbal Colón (Ñ) | Enrique Soler      | 22 de junio | 14:45 |
| Presidente Hayes | 2 - 1 | Atlético Colegiales | Félix Cabrera      | 22 de junio | 14:45 |
| Atlántida        | 3 - 1 | 3 de Febrero FBC    | Flaviano Díaz      | 23 de junio | 14:45 |
| Pilcomayo        | 2 - 2 | 24 de Septiembre VP | Agustín Báez       | 23 de junio | 14:45 |
| Olimpia (Itá)    | 4 - 1 | Cristóbal Colón JAS | Presbítero Gamarra | 23 de junio | 14:45 |
| Sportivo Limpeño | 3 - 0 | 3 de Noviembre      | Optaciano Gómez    | 23 de junio | 14:45 |
| 12 de Octubre SD | 2 - 0 | Deportivo Recoleta  | Rafael Giménez     | 24 de junio | 14:45 |
| 29 de Setiembre  | 1 - 0 | Atlético Tembetary  | Salustiano Zaracho | 24 de junio | 14:45 |

| Atlético Colegiales | 1 - 0 | Martín Ledesma   | Emiliano Ghezzi    | 25 de junio | 15:00 |
| 24 de Setiembre VP  | 0 - 1 | Presidente Hayes | Próculo Cortázar   | 27 de junio | 10:00 |
| Deportivo Recoleta  | 3 - 0 | Sportivo Limpeño | Roque Battilana    | 27 de junio | 15:00 |
| Atlético Tembetary  | 2 - 0 | 12 de Octubre SD | Complejo Tembetary | 27 de junio | 15:00 |
| 29 de Setiembre     | 1 - 1 | Atlántida        | Salustiano Zaracho | 27 de junio | 15:00 |
| 3 de Noviembre      | 2 - 1 | Olimpia (Itá)    | Rubén Ramírez      | 27 de junio | 15:00 |
| Cristóbal Colón JAS | 2 - 1 | Pilcomayo        | Herminio Ricardo   | 27 de junio | 15:00 |
| Cristóbal Colón (Ñ) | 1 - 1 | 3 de Febrero FBC | Patricio Bogarín   | 27 de junio | 15:00 |

| 3 de Febrero FBC | 1 - 2 | Atlético Colegiales | Félix Cabrera      | 2 de julio | 14:45 |
| Martín Ledesma   | 0 - 0 | 24 de Septiembre VP | Enrique Soler      | 2 de julio | 14:45 |
| 12 de Octubre SD | 0 - 0 | 29 de Septiembre    | Rafael Giménez     | 3 de julio | 10:00 |
| Atlántida        | 3 - 2 | Cristóbal Colón (Ñ) | Félix Cabrera      | 3 de julio | 14:30 |
| Pilcomayo        | 3 - 1 | 3 de Noviembre      | Agustín Báez       | 3 de julio | 14:45 |
| Olimpia (Itá)    | 2 - 1 | Deportivo Recoleta  | Presbítero Gamarra | 3 de julio | 14:45 |
| Sportivo Limpeño | 0 - 2 | Atlético Tembetary  | Optaciano Gómez    | 3 de julio | 14:45 |
| Presidente Hayes | 1 - 0 | Cristóbal Colón JAS | Félix Cabrera      | 5 de julio | 9:30  |

### Segunda vuelta
| 12 de Octubre SD    | 0 - 0 | Atlántida           | Martín Torres      | 9 de julio  | 9:30  |
| Olimpia (Itá)       | 1 - 1 | Atlético Tembetary  | Presbítero Gamarra | 10 de julio | 14:45 |
| Presidente Hayes    | 1 - 1 | 3 de Noviembre      | Félix Cabrera      | 10 de julio | 14:45 |
| Martín Ledesma      | 1 - 0 | Cristóbal Colón JAS | Enrique Soler      | 10 de julio | 14:45 |
| Sportivo Limpeño    | 1 - 2 | 29 de Septiembre    | Optaciano Gómez    | 10 de julio | 15:00 |
| Pilcomayo           | 3 - 2 | Deportivo Recoleta  | Agustín Báez       | 11 de julio | 14:45 |
| Cristóbal Colón (Ñ) | 2 - 3 | Atlético Colegiales | Patricio Bogarín   | 11 de julio | 14:45 |
| 3 de Febrero FBC    | 0 - 1 | 24 de Septiembre VP | Félix Cabrera      | 11 de julio | 15:00 |

| 12 de Octubre SD    | 3 - 1 | Sportivo Limpeño    | Rafael Giménez     | 17 de julio | 9:30  |
| Atlántida           | 1 - 2 | Atlético Colegiales | Félix Cabrera      | 17 de julio | 14:30 |
| Atlético Tembetary  | 2 - 1 | Pilcomayo           | Complejo Tembetary | 17 de julio | 14:45 |
| 3 de Noviembre      | 1 - 3 | Martín Ledesma      | Rubén Ramírez      | 17 de julio | 14:45 |
| 29 de Setiembre     | 0 - 0 | Olimpia (Itá)       | Salustiano Zaracho | 17 de julio | 15:00 |
| 24 de Setiembre VP  | 1 - 3 | Cristóbal Colón (Ñ) | Próculo Cortázar   | 18 de julio | 9:30  |
| Cristóbal Colón JAS | 2 - 0 | 3 de Febrero FBC    | Herminio Ricardo   | 18 de julio | 15:00 |
| Deportivo Recoleta  | 1 - 1 | Presidente Hayes    | Roque Battilana    | 19 de julio | 9:30  |

| Olimpia (Itá)       | 1 - 2 | 12 de Octubre SD    | Presbítero Gamarra | 20 de julio | 14:45 |
| 3 de Febrero FBC    | 1 - 0 | 3 de Noviembre      | Félix Cabrera      | 21 de julio | 10:00 |
| Pilcomayo           | 2 - 3 | 29 de Septiembre    | Agustín Báez       | 21 de julio | 14:45 |
| Cristóbal Colón (Ñ) | 1 - 1 | Cristóbal Colón JAS | Patricio Bogarín   | 21 de julio | 14:45 |
| Atlético Colegiales | 1 - 0 | 24 de Septiembre VP | Luciano Zacarias   | 21 de julio | 14:45 |
| Martín Ledesma      | 2 - 1 | Deportivo Recoleta  | Enrique Soler      | 22 de julio | 14:30 |
| Presidente Hayes    | 0 - 1 | Atlético Tembetary  | Félix Cabrera      | 22 de julio | 14:45 |
| Sportivo Limpeño    | 2 - 0 | Atlántida           | Optaciano Gómez    | 28 de julio | 14:45 |

| Sportivo Limpeño    | 2 - 1 | Olimpia (Itá)       | Martín Torres      | 23 de julio | 9:30  |
| Atlántida           | 1 - 0 | 24 de Setiembre VP  | Félix Cabrera      | 24 de julio | 14:30 |
| 3 de Noviembre      | 2 - 2 | Cristóbal Colón (Ñ) | Rubén Ramírez      | 24 de julio | 14:45 |
| 12 de Octubre SD    | 0 - 0 | Pilcomayo           | Rafael Giménez     | 24 de julio | 14:45 |
| Atlético Tembetary  | 0 - 0 | Martín Ledesma      | Complejo Tembetary | 25 de julio | 14:45 |
| 29 de Septiembre    | 0 - 2 | Presidente Hayes    | Salustiano Zaracho | 25 de julio | 15:00 |
| Cristóbal Colón JAS | 1 - 1 | Atlético Colegiales | Herminio Ricardo   | 25 de julio | 15:00 |
| Deportivo Recoleta  | 3 - 3 | 3 de Febrero FBC    | Roque Battilana    | 4 de agosto | 14:45 |

| Presidente Hayes    | 1 - 1 | 12 de Octubre SD    | Félix Cabrera       | 31 de julio | 10:00 |
| Martín Ledesma      | 1 - 0 | 29 de Septiembre    | Enrique Soler       | 31 de julio | 14:30 |
| Pilcomayo           | 3 - 2 | Sportivo Limpeño    | Agustín Báez        | 31 de julio | 14:45 |
| 3 de Febrero FBC    | 0 - 0 | Atlético Tembetary  | Tomás Beggan Correa | 31 de julio | 14:45 |
| 24 de Setiembre VP  | 4 - 0 | Cristóbal Colón JAS | Próculo Cortázar    | 1 de agosto | 10:00 |
| Olimpia (Itá)       | 0 - 1 | Atlántida           | Presbítero Gamarra  | 1 de agosto | 14:45 |
| Cristóbal Colón (Ñ) | 5 - 1 | Deportivo Recoleta  | Patricio Bogarín    | 1 de agosto | 14:45 |
| Atlético Colegiales | 3 - 2 | 3 de Noviembre      | Emiliano Ghezzi     | 2 de agosto | 9:30  |

| 12 de Octubre SD   | 0 - 1 | Martín Ledesma      | Hugo Bogado        | 6 de agosto | 10:00 |
| Atlántida          | 0 - 1 | Cristóbal Colón JAS | Félix Cabrera      | 7 de agosto | 14:45 |
| Atlético Tembetary | 2 - 2 | Cristóbal Colón (Ñ) | Complejo Tembetary | 7 de agosto | 14:45 |
| Sportivo Limpeño   | 0 - 0 | Presidente Hayes    | Optaciano Gómez    | 7 de agosto | 14:45 |
| 3 de Noviembre     | 4 - 3 | 24 de Setiembre VP  | Rubén Ramírez      | 8 de agosto | 10:00 |
| 29 de Setiembre    | 1 - 0 | 3 de Febrero FBC    | Salustiano Zaracho | 8 de agosto | 10:00 |
| Deportivo Recoleta | 0 - 2 | Atlético Colegiales | Roque Battilana    | 8 de agosto | 14:45 |
| Olimpia (Itá)      | 3 - 2 | Pilcomayo           | Presbítero Gamarra | 8 de agosto | 14:45 |

| Martín Ledesma      | 3 - 0 | Sportivo Limpeño   | Enrique Soler    | 13 de agosto | 10:00 |
| Atlético Colegiales | 2 - 1 | Atlético Tembetary | Luciano Zacarias | 13 de agosto | 14:45 |
| Cristóbal Colón (Ñ) | 1 - 0 | 29 de Setiembre    | Patricio Bogarín | 14 de agosto | 14:45 |
| 24 de Setiembre VP  | 2 - 0 | Deportivo Recoleta | Próculo Cortázar | 14 de agosto | 14:45 |
| Cristóbal Colón JAS | 1 - 3 | 3 de Noviembre     | Herminio Ricardo | 14 de agosto | 15:00 |
| Pilcomayo           | 2 - 1 | Atlántida          | Agustín Báez     | 15 de agosto | 9:30  |
| Presidente Hayes    | 2 - 2 | Olimpia (Itá)      | Félix Cabrera    | 15 de agosto | 10:00 |
| 3 de Febrero FBC    | 1 - 0 | 12 de Octubre SD   | Félix Cabrera    | 15 de agosto | 14:45 |

| Deportivo Recoleta | 4 - 1 | Cristóbal Colón JAS | Roque Battilana    | 20 de agosto | 10:00 |
| Pilcomayo          | 2 - 0 | Presidente Hayes    | Agustín Báez       | 21 de agosto | 9:30  |
| 12 de Octubre SD   | 2 - 2 | Cristóbal Colón (Ñ) | Ricardo Gregor     | 21 de agosto | 9:30  |
| Atlético Tembetary | 2 - 1 | 24 de Setiembre VP  | Complejo Tembetary | 21 de agosto | 10:00 |
| Sportivo Limpeño   | 2 - 1 | 3 de Febrero FBC    | Optaciano Gómez    | 21 de agosto | 14:45 |
| Atlántida          | 1 - 0 | 3 de Noviembre      | Félix Cabrera      | 21 de agosto | 14:45 |
| 29 de Setiembre    | 2 - 3 | Atlético Colegiales | Salustiano Zaracho | 22 de agosto | 10:00 |
| Olimpia (Itá)      | 1 - 1 | Martín Ledesma      | Presbítero Gamarra | 22 de agosto | 14:45 |

| Presidente Hayes    | 0 - 0 | Atlántida          | Félix Cabrera       | 25 de agosto    | 14:45 |
| Martín Ledesma      | 3 - 0 | Pilcomayo          | Enrique Soler       | 25 de agosto    | 14:45 |
| 3 de Febrero FBC    | 2 - 1 | Olimpia (Itá)      | Tomás Beggan Correa | 25 de agosto    | 14:45 |
| Cristóbal Colón (Ñ) | 0 - 2 | Sportivo Limpeño   | Patricio Bogarín    | 25 de agosto    | 14:45 |
| Atlético Colegiales | 3 - 0 | 12 de Octubre SD   | Luciano Zacarias    | 25 de agosto    | 14:45 |
| 3 de Noviembre      | 1 - 1 | Deportivo Recoleta | Rubén Ramírez       | 25 de agosto    | 14:45 |
| 24 de Setiembre     | 1 - 2 | 29 de Setiembre    | Próculo Cortázar    | 1 de septiembre | 14:45 |
| Cristóbal Colón JAS | 3 - 2 | Atlético Tembetary | Herminio Ricardo    | 1 de septiembre | 14:45 |

| Atlántida          | 1 - 0 | Deportivo Recoleta  | Félix Cabrera      | 28 de agosto | 14:45 |
| 12 de Octubre SD   | 5 - 2 | 24 de Setiembre VP  | Rafael Giménez     | 28 de agosto | 14:45 |
| Atlético Tembetary | 0 - 1 | 3 de Noviembre      | Complejo Tembetary | 29 de agosto | 9:30  |
| 29 de Setiembre    | 2 - 2 | Cristóbal Colón JAS | Salustiano Zaracho | 29 de agosto | 10:00 |
| Olimpia (Itá)      | 3 - 1 | Cristóbal Colón (Ñ) | Presbítero Gamarra | 29 de agosto | 14:45 |
| Pilcomayo          | 2 - 1 | 3 de Febrero FBC    | Agustín Báez       | 29 de agosto | 14:45 |
| Sportivo Limpeño   | 0 - 2 | Atlético Colegiales | Optaciano Gómez    | 29 de agosto | 15:00 |
| Presidente Hayes   | 4 - 4 | Martín Ledesma      | Félix Cabrera      | 30 de agosto | 10:00 |

| Atlético Colegiales | 1 - 0 | Olimpia (Itá)      | Luciano Zacarias    | 3 de septiembre | 15:00 |
| 3 de Febrero FBC    | 1 - 1 | Presidente Hayes   | Tomás Beggan Correa | 4 de septiembre | 9:30  |
| Martín Ledesma      | 1 - 1 | Atlántida          | Enrique Soler       | 4 de septiembre | 15:00 |
| Cristóbal Colón (Ñ) | 1 - 2 | Pilcomayo          | Patricio Bogarín    | 4 de septiembre | 15:00 |
| Cristóbal Colón JAS | 3 - 2 | 12 de Octubre SD   | Herminio Ricardo    | 5 de septiembre | 9:30  |
| 3 de Noviembre      | 4 - 0 | 29 de Septiembre   | Rubén Ramírez       | 5 de septiembre | 9:45  |
| 24 de Setiembre VP  | 3 - 2 | Sportivo Limpeño   | Próculo Cortázar    | 5 de septiembre | 10:00 |
| Deportivo Recoleta  | 0 - 6 | Atlético Tembetary | Roque Battilana     | 6 de septiembre | 10:00 |

| Presidente Hayes | 0 - 1 | Cristóbal Colón (Ñ) | Félix Cabrera      | 10 de septiembre | 10:00 |
| Atlántida        | 0 - 2 | Atlético Tembetary  | Félix Cabrera      | 10 de septiembre | 15:00 |
| Martín Ledesma   | 2 - 3 | 3 de Febrero FBC    | Enrique Soler      | 10 de septiembre | 15:00 |
| 12 de Octubre SD | 0 - 1 | 3 de Noviembre      | Rafael Giménez     | 10 de septiembre | 15:00 |
| Pilcomayo        | 1 - 1 | Atlético Colegiales | Agustín Báez       | 11 de septiembre | 10:00 |
| Sportivo Limpeño | 1 - 2 | Cristóbal Colón JAS | Optaciano Gómez    | 11 de septiembre | 15:00 |
| 29 de Setiembre  | 1 - 0 | Deportivo Recoleta  | Salustiano Zaracho | 12 de septiembre | 10:00 |
| Olimpia (Itá)    | 3 - 4 | 24 de Setiembre VP  | Presbítero Gamarra | 12 de septiembre | 14:45 |

| 3 de Febrero FBC        | 2 - 4 | Atlántida        | Tomás Beggan Correa | 20 de septiembre | 10:00 |
| Cristóbal Colón (Ñ)     | 2 - 1 | Martín Ledesma   | Gunther Vogel       | 20 de septiembre | 10:00 |
| Atlético Colegiales (C) | 2 - 1 | Presidente Hayes | Emiliano Ghezzi     | 20 de septiembre | 10:00 |
| 24 de Setiembre VP      | 1 - 3 | Pilcomayo        | Próculo Cortázar    | 20 de septiembre | 10:00 |
| Cristóbal Colón JAS     | 2 - 0 | Olimpia (Itá)    | Herminio Ricardo    | 20 de septiembre | 10:00 |
| 3 de Noviembre          | 0 - 1 | Sportivo Limpeño | Rubén Ramírez       | 20 de septiembre | 10:00 |
| Deportivo Recoleta      | 1 - 1 | 12 de Octubre SD | Roque Battilana     | 20 de septiembre | 10:00 |
| Atlético Tembetary      | 2 - 3 | 29 de Setiembre  | Complejo Tembetary  | 20 de septiembre | 10:00 |

| Presidente Hayes | 2 - 1 | 24 de Septiembre VP | Félix Cabrera       | 23 de septiembre | 9:30  |
| Pilcomayo        | 3 - 1 | Cristóbal Colón JAS | Ricardo Gregor      | 24 de septiembre | 15:00 |
| Martín Ledesma   | 1 - 0 | Atlético Colegiales | Luis Salinas        | 24 de septiembre | 15:00 |
| 12 de Octubre SD | 0 - 3 | Atlético Tembetary  | Rafael Giménez      | 24 de septiembre | 15:00 |
| Olimpia (Itá)    | 0 - 0 | 3 de Noviembre      | Presbítero Gamarra  | 24 de septiembre | 15:00 |
| Atlántida        | 1 - 2 | 29 de Setiembre     | Félix Cabrera       | 25 de septiembre | 9:30  |
| Sportivo Limpeño | 0 - 3 | Deportivo Recoleta  | Optaciano Gómez     | 25 de septiembre | 15:15 |
| 3 de Febrero FBC | 1 - 0 | Cristóbal Colón (Ñ) | Tomás Beggan Correa | 25 de septiembre | 15:30 |

| Cristóbal Colón (Ñ) | 2 - 1 | Atlántida        | Patricio Bogarín        | 29 de septiembre | 15:00 |
| Deportivo Recoleta  | 2 - 2 | Olimpia (Itá)    | Roque Battilana         | 30 de septiembre | 9:30  |
| Atlético Colegiales | 2 - 2 | 3 de Febrero FBC | Emiliano Ghezzi         | 30 de septiembre | 15:00 |
| 24 de Setiembre VP  | 2 - 5 | Martín Ledesma   | Martín Torres           | 1 de octubre     | 9:30  |
| Cristóbal Colón JAS | 4 - 2 | Presidente Hayes | Parque Fulgencio Yegros | 1 de octubre     | 9:30  |
| Atlético Tembetary  | 2 - 3 | Sportivo Limpeño | Complejo Tembetary      | 1 de octubre     | 9:30  |
| 3 de Noviembre      | 1 - 1 | Pilcomayo        | La Arboleda             | 4 de octubre     | 9:30  |
| 29 de Setiembre     | 2 - 1 | 12 de Octubre SD | Adrián Jara             | 4 de octubre     | 9:30  |

## Campeón
|                                 |
| Atlético Colegiales 3.er título |

## Goleadores
| Pos. | Jugador                 | Club                | Goles |
| ---- | ----------------------- | ------------------- | ----- |
| 1    | Humberto Fleitas        | Atlético Colegiales | 16    |
| 2    | Manuel José Maciel      | Atlético Tembetary  | 15    |
| 3    | Cristhian Maciel        | Deportivo Recoleta  | 15    |
| 4    | Víctor Zorrilla         | 29 de Septiembre    | 13    |
| 5    | Hugo Santa Cruz         | Atlántida           | 13    |
| 6    | Gustavo Manuel Benítez  | Olimpia (Itá)       | 13    |
| 7    | Gustavo Cañizales       | Atlético Colegiales | 13    |
| 8    | Walter Pacheco          | 24 de Setiembre VP  | 10    |
| 9    | Jonathan Florenciañez   | 24 de Septiembre VP | 10    |
| 10   | Héctor Núñez            | Presidente Hayes    | 10    |
| 11   | Bill López              | 3 de Noviembre      | 9     |
| 12   | Óscar Cáceres           | Cristóbal Colón (Ñ) | 9     |
| 13   | Michel Franco           | 12 de Octubre SD    | 9     |
| 14   | Matías González Riveros | Cristóbal Colón JAS | 9     |
| 15   | Édgar Balbuena          | Martín Ledesma      | 9     |